# نيل سيري
نيل سيري (بالإنجليزية: Neil Seery؛ مواليد 30 أغسطس 1979) هو مُقاتل فنون قتالية مختلطة أيرلندي مُعتزل.

## وصلات خارجية
- نيل سيري على موقع يو إف سي (الإنجليزية)
- نيل سيري على موقع شيردوغ (الإنجليزية)
- نيل سيري على موقع Tapology.com (الإنجليزية)
- نيل سيري على موقع IMDb (الإنجليزية)